# Aplocera erubescens
Aplocera erubescens là một loài bướm đêm trong họ Geometridae.